# Semiothisa spilosaria
Semiothisa spilosaria är en fjärilsart som beskrevs av Walker 1860. Semiothisa spilosaria ingår i släktet Semiothisa och familjen mätare. Inga underarter finns listade i Catalogue of Life.